# Printemps. Grandes Eaux
Printemps. Grandes Eaux (en russe : Весна. Большая вода) est l'un des nombreux tableaux réalisés par Isaac Levitan consacrés au réveil de la nature au printemps. Il est exposé à la Galerie Tretiakov à Moscou. Réalisé en 1897, ses dimensions sont de 64,2 × 57,5 cm. 
Le tableau représente le moment où l'eau a recouvert toute la zone côtière, formant une véritable inondation des rives d'une rivière, d'un lac. L'eau est immobile et calme, elle reflète les branches encore nues des arbres, sous un ciel aux nuages très légers, en altitude. Le coloris de la toile est formé de nuances subtiles de bleu, de jaune et de vert. La gamme bleue prédomine, associée au jaune des berges et des troncs d'arbres les pieds dans l'eau, au vert d'un sapin et d'un chêne et des granges dans le lointain. Le bleu reste la couleur la plus diversifiée du tableau : l'eau et le ciel sont remplis de nuances passant du bleu foncé au ton presque blanc des nuages.
Le tableau est harmonieux et très séduisant et une des toiles les plus lyriques de Levitan. Il est réalisé avec des couleurs pures et claires qui lui donnent la transparence et la fragilité inhérentes à la nature printanière de Russie. Il est rempli de joie et de tranquillité, plein d'optimisme provenant du spectacle de la résurrection printanière de la nature.